# Будинок на вулиці Галицькій, 19 (Львів)
Будинок за адресою вулиця Галицька, 19 у Львові — багатоквартирний житловий шестиповерховий будинок з магазинним приміщенням на першому поверсі. Рішенням сесії Львівського облвиконкому № 393 від 22.11.88 р. кам'яниця за адресою Галицька, 19 включений до Місцевого реєстру пам'яток під охоронним номером 877. Розташований у квартальній забудові, обмеженої вулицями Галицькою, Валовою, Сербською і Братів Рогатинців.

## Історія
Місце де зараз стоїть будинок колись займала Галицька брама, після того як її розібрали 1791 року Шимон Хмаровський звів на її місці триповерхову будівлю в неоренесансному стилі, яка простояла тут до початку XX століття. У 1913 році було затверджено проєкт нового будинку, який мав постати на цьому місці на замовлення «Галицького акційного купецького банку», розробили проєкт Альфред Захаревич і Юзеф Сосновський. Та будівництво так і не почалось, оскільки місто висунуло умови, щоб будинок був наближений стилем до сусіднього будинку під номером 21. Додатковий проєкт розробив Ян Шульц, який і керував будівництвом, що розпочали 1916 року.
У ново збудованому будинку, крім приміщення банку, також були житлові квартири в яких мешкали:
- дантист Абрам Берґер;
- кравець Сеґаль Лібер;
- крамар білизни Стефан Стажевський.

У 1930-х рока в наріжному приміщені розмістилась аптека Лешека Складовського «Під золотим орлом», також тут були Купецька позичкова каса та Польський торговельний банк. У 1980 році в наріжній частині будинку встановлено рельєф «Гігія» роботи скульптора Романа Оприска.

## Архітектура
Шестиповерховий цегляний будинок з мансардним приміщенням в даху, зведений у стилі модерн. Фасад будинку з слабо вираженими вертикальними пілястрами. Перший поверх рустований, з великими вітринними вікнами. На рівні четвертого на п'ятого поверхів по центру фасаду виступають пристінні балкони з металевою огорожею.
Заокруглений наріжник акцентований великими балконами на тих же поверхах. Останній поверх підкреслений профільовною тягою. Над наріжним входом вмонтовано рельєф «Гігія» — богині здоров'я.